# Burry Stander
Burry Willie Stander (* 16. September 1987 in Port Shepstone; † 3. Januar 2013 in Shelly Beach) war ein südafrikanischer Mountainbiker.
Stander wurde 2007 Afrika-Meister im Cross-Country. 2008 wurde er Vizeweltmeister im Cross-Country in der U23-Kategorie. Im gleichen Jahr wurde er auch südafrikanischer Meister in der Elite-Klasse. 2009 gelang ihm der Durchbruch. Er wurde U23-Weltmeister, dann gewann er das Weltcup-Rennen in Champéry und wurde Dritter der Weltcup-Gesamtwertung. 2010 gewann er sowohl im Cross-Country als auch im Marathon die Bronzemedaille bei der Weltmeisterschaft. 2012 gewann er das Weltcup-Rennen in Windham und wurde Zweiter der Weltcup-Gesamtwertung.
Zudem nahm Stander an zwei olympischen Spielen teil. In Peking belegte er 2008 Platz 15 und in London 2012 Platz 5. Er war damit jeweils der erfolgreichste afrikanische Radsportler.
Am 3. Januar 2013 kam Stander bei einem Trainingsunfall ums Leben. Er wurde in seiner Heimat von einem Sammeltaxi angefahren und erlag seinen schweren Verletzungen noch an der Unfallstelle.
Stander war seit 2012 mit der Radrennfahrerin Cherise Taylor verheiratet.